# وفيق الزعيم
وفيق الزعيم (31 ديسمبر 1960 - 15 مارس 2014)، ممثل سوري ولد في مدينة دمشق.

## حياته
بدأ التمثيل في أوائل الثمانينات فكانت بدايات وفيق الزعيم من المسرح العمّالي، سجّل الممثل الراحل أول مشاركاته التلفزيونية المعروفة في مسلسل «حارة نسيها الزمن» سنة (1988) من تأليف هاني السعدي حيث اشتهر آنذاك بالعبارة التي كان يرددها في هذا المسلسل (كريستال وأصلي)، إلاّ أن الشخصية الأشهر التي جسّدها خلال مسيرته الفنيّة، فهي شخصية «أبو حاتم» في السلسلة الشاميةّ الشهيرة «باب الحارة» بأجزائها الخمسة الأولى.
متزوّج ولديه ثلاثة أولاد، ابنه الممثل براء الزعيم خريج معهد الفنون التشكيلية سنة (1982).

## وفاته
توفي وفيق الزعيم بعد صراع مع سرطان الكبد عن عمر يناهز الـ53 عام. وكان قد تراجع وضعه الصحي خلال العشرة أيام التي تسبق الوفاة، مما استدعى نقله بحالة إسعافية إلى مشفى الجامعة الأميركية في بيروت وأُدخل إلى غرفة الإنعاش ليفارق الحياة مساء 15 مارس 2014.

## أعماله

### في التلفزيون
| السنة | العمل                  | النوع          | الدور                  |
| ----- | ---------------------- | -------------- | ---------------------- |
| 2014  | حمام شامي              | مسلسل          | الشيخ حسني             |
| 2013  | طاحون الشر ج2          | مسلسل          | أبو شكري               |
| 2012  | طاحون الشر             | مسلسل          | أبو شكري               |
| 2012  | ما بتخلص حكاياتنا      | مسلسل          | فوزي                   |
| 2011  | الزعيم                 | مسلسل          | داغر                   |
| 2011  | فوق السقف              | مسلسل          | عبد الله الصواف        |
| 2010  | باب الحارة ج5          | مسلسل          | أبو حاتم / بهجت الشامي |
| 2010  | خليلوة                 | مسرحية         | -                      |
| 2009  | باب الحارة ج4          | مسلسل          | أبو حاتم / بهجت الشامي |
| 2008  | الحوت                  | مسلسل          | أبو رشيد               |
| 2008  | باب الحارة ج3          | مسلسل          | أبو حاتم / بهجت الشامي |
| 2008  | بهلول أعقل المجانين ج2 | مسلسل          | ضيف                    |
| 2008  | حسيبة                  | فيلم           | ضيف شرف                |
| 2008  | وجه العدالة            | مسلسل          | ناجي / ح3 بلاغ كاذب    |
| 2007  | الحصرم الشامي ج1       | مسلسل          | بغدادي آغا             |
| 2007  | باب الحارة ج2          | مسلسل          | أبو حاتم / بهجت الشامي |
| 2007  | خالد بن الوليد ج2      | مسلسل          | وزير كسرى              |
| 2007  | كوم الحجر              | مسلسل          | إبراهيم                |
| 2006  | باب الحارة ج1          | مسلسل          | أبو حاتم / بهجت الشامي |
| 2003  | الداية                 | مسلسل          | -                      |
| 2003  | الياسمين والاسمنت      | مسلسل          | عدنان                  |
| 2003  | حمام القيشاني ج5       | مسلسل          | ناظم                   |
| 2002  | اباء وأمهات            | مسلسل          | -                      |
| 2002  | حد الهاوية             | مسلسل          | -                      |
| 2002  | قطار المسافات القصيرة  | مسلسل          | -                      |
| 2001  | حارة الجوري            | مسلسل          | حسني - الحلاق          |
| 2001  | حمام القيشاني ج4       | مسلسل          | ناظم                   |
| 1999  | مزاد علني              | مسلسل          | -                      |
| 1997  | الأمانة                | مسلسل          | رشوان                  |
| 1997  | ظلال ورمال             | مسلسل          | صقر                    |
| 1994  | الآباء والحصرم         | مسلسل          | سامي                   |
| 1994  | الختم والخاتم          | مسلسل          | عواد                   |
| 1994  | الربيع المسافر         | مسلسل          | رمزي                   |
| 1993  | الجانب الآخر           | مسلسل          | -                      |
| 1992  | سحاب                   | فيلم           | بدر                    |
| 1991  | الطحالب                | فيلم           | -                      |
| 1991  | الهنوف                 | مسلسل          | -                      |
| 1988  | حارة نسيها الزمن       | مسلسل          | سعيد الكرستال          |
| 1986  | دموع الملائكة          | مسلسل          | أسامة                  |
| 1977  | حكم العدالة            | مسلسل - إذاعي  | -                      |
| 1974  | انتقام الزباء          | مسلسل          | عقيل                   |
| -     | المتفائل               | سهرة تلفزيونية | -                      |
| -     | حكاية من حارتنا        | مسلسل          | توفيق                  |

### تأليف
| السنة | العمل             | النوع          | الدور                |
| ----- | ----------------- | -------------- | -------------------- |
| 2011  | الزعيم            | مسلسل          | مؤلف                 |
| 2003  | الياسمين والاسمنت | مسلسل          | قصة و سيناريو و حوار |
| 2001  | حارة الجوري       | مسلسل          | مؤلف                 |
| 1999  | مزاد علني         | مسلسل          | قصة و سيناريو و حوار |
| 1997  | الأمانة           | مسلسل          | مؤلف                 |
| 1997  | ظلال ورمال        | مسلسل          | مؤلف                 |
| 1994  | الآباء والحصرم    | مسلسل          | تأليف                |
| -     | المتفائل          | سهرة تلفزيونية | قصة و سيناريو و حوار |

### كتب
- «طيْبُ الكلام: بلهجة أهل الشام -معجم» عام 2011 عن دار الفكر.[5]

## روابط خارجية
- وفيق الزعيم على موقع IMDb (الإنجليزية)
- وفيق الزعيم على موقع قاعدة بيانات الأفلام العربية